# Rue Coquebert
Pour les articles homonymes, voir Coquebert.
La rue Coquebert  est une voie de la commune de Reims, située au sein du département de la Marne, en région Grand Est.

## Situation et accès
La rue Coquebert dépend administrativement au Quartier Cernay Jamin - Jean Jaurès - Épinettes à Reims,

## Origine du nom
Elle rend hommage à Claude Coquebert de Taizy, bibliographe, militaire et administrateur des hôpitaux de la ville. Il est un représentant de la famille Coquebert qui donna plusieurs lieutenant des habitants à la ville de Reims.

## Historique
Elle se nommait anciennement « rue de l'Est » elle porte sa dénomination actuelle depuis 1841.

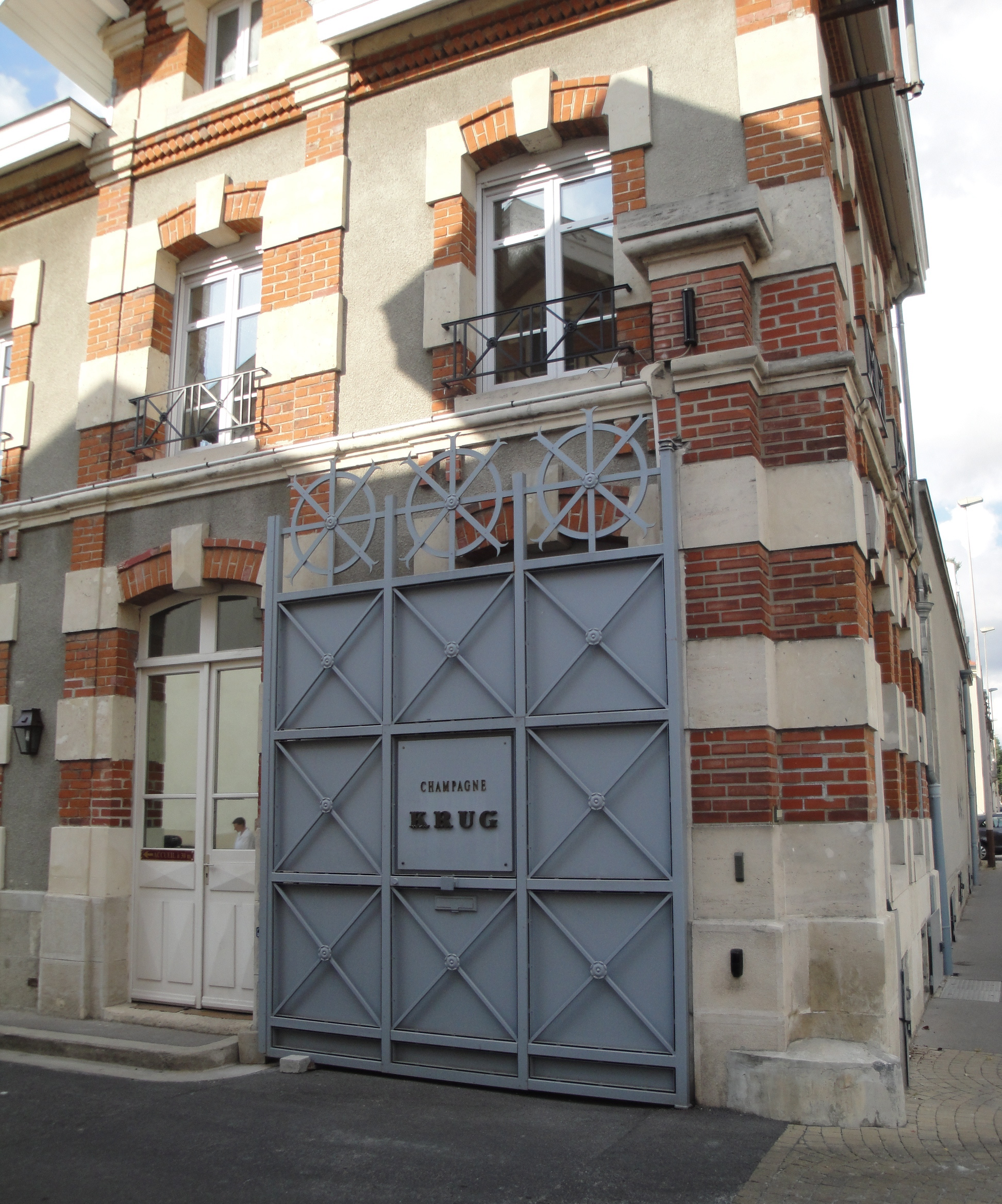
Le n°36, Champagne Krug.